# Katedrála Panny Marie (Girona)

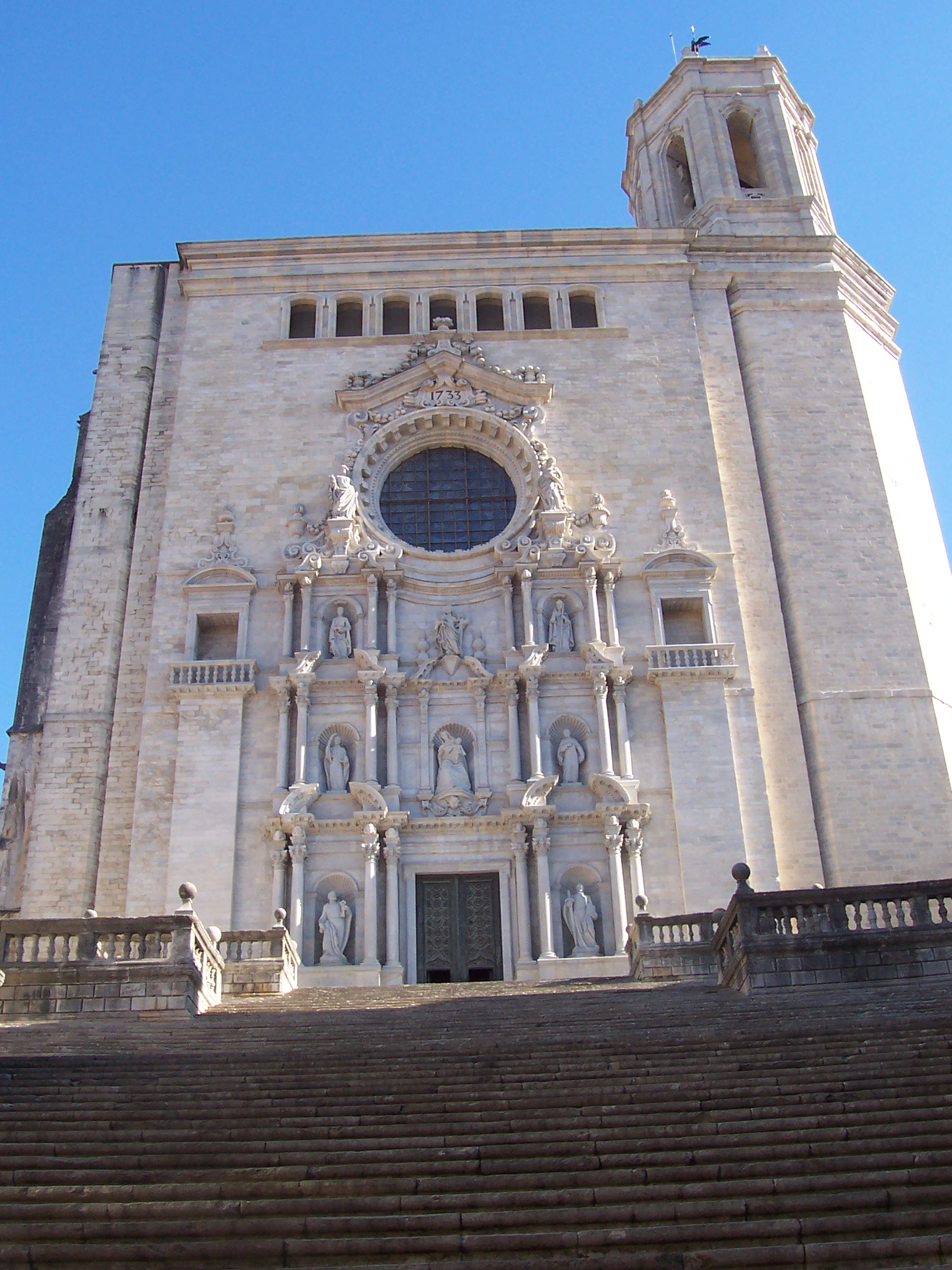
Katedrála v Gironě

Katedrála Panny Marie v katalánském městě Girona (Španělsko) se nachází na nejvýše položeném místě ve městě. Stavba je se šířkou 22,98 m nejširší jednolodní gotickou katedrálou na světě. Stavba započala v 11. století v románském slohu, ve výstavbě se pak pokračovalo ve 13. století už ve slohu gotickém, zachován zůstal románský ambit a také věž. Katedrála byla dostavěna v 18. století, práce na výzdobě průčelí katedrály byly však dokončeny až ve 20. století.

## Historie
Od počátků christianizace bylo město Girona sídlem biskupství, které sídlilo při katedrále Panny Marie a současně spravovalo kostel svatého Felixe vystavěný nad hrobem tohoto mučedníka blízko městských hradeb. V době arabské nadvlády v roce 717 se Arabové rozhodli vystavět zde mešitu. V roce 785 se Girona osvobodila z arabské nadvlády, když se vzdala Karlovi I. Velikému a uchýlila se pod ochranu Franské říše. V roce 882 se zformovala první komunita kanovníků a v roce 908 byl kostel znovu vysvěcen.

### Průběh výstavby
Podle záznamů, jež se dochovaly počínaje rokem 1015, se katedrála nacházela v té době v žalostném stavu. Biskup Pedro Roger (syn Rogera I. z Carcassonne) dokončil důležité opravy zdí a střešní krytiny. Aby získal prostředky na uhrazení výdajů za opravy katedrály, prodal svému švagrovi Ramónu Borellovi, hraběti z Barcelony, kostel svatého Daniela, za který obdržel 100 uncí zlata. O čtyři roky později, v roce 1019, mohly být zahájeny práce na klášteře a přilehlých budovách; k dalšímu rozšíření v románském slohu pak došlo ještě v roce 1031 a 1064.

Půdorys katedrály v Gironě

Po provedení dalších rekonstrukčních prací byl kostel opětovně vysvěcen v roce 1038. K tomuto roku se datují dvě důležité práce, které pravděpodobně pochází z dílen v Rosellónu: biskupská stolice a oltář bohatě zlacený díky 300 uncí zlata z pozůstalosti hraběnky Ermesindy. Po přestavbě ve 12. století doznala změn i původní podoba kláštera. V roce 1081 se začalo se stavbou věže přiléhající k jižní straně kláštera a která byla dokončena v roce 1117.
Na konci 13. století bylo navrženo katedrálu rozšířit, neboť se již v té době jevila jako nedostačující. Pro tento účel pokladník Guillén Jofré vydal 10 000 katalánských sueldos; práce započaly ale až po roce 1312. Změna spočívala v nahrazení původního románského kněžiště tvořeného apsidou kněžištěm gotickým, doprovázeným chórovým ochozem a na něj navazujícími devíti polygonálními kaplemi. Stavebními pracemi byl pověřený Enrique de Narbona (Henri de Fauran). Po jeho smrti práce vedl jeho bratr Jaime Faverán (Jacques de Fauran), architekt katedrály v Narbonne. V jeho práci pak dále pokračovali architekti Guillermo Cors, Francisco Saplana a Pedro Sacoma, který tuto etapu rekonstrukce dovršil v roce 1347. Jakmile byla tato část dokončena, architekt Guillermo Monry pokračoval rozšířením části chóru sousedícího s kněžištěm, práce dokončil roku 1368.
Výstavba hlavní části katedrály původně plánované jako trojlodní byla pozastavena po návrhu pokračovat ve stavbě pouze jednou lodí. Návrh se setkal s prudkou kritikou barcelonských architektů a diskuse, která se na toto téma rozpoutala, trvala pak s přestávkami plných 50 let. V letech 1386 a 1416–17 byly svolány komise expertů, vážených architektů a stavitelů. Rozhodnutí padlo na poradě těchto expertů roku 1417. Především barcelonští stavitelé pochybovali o technické proveditelnosti jednolodního řešení. V průběhu debaty přitom postupně vítězila estetická kritéria prosazovaná kapitulou nad kritérii technickými. Rozhodnutí vybudovat podélný trakt katedrály jako jednolodí bylo odůvodněno tím, že bude „krásnější a pozoruhodnější“. Práce se ujal mistr Guillermo Bofill. Propojení podle původního plánu vybudovaného závěru katedrály s jedinou, rozměrnou lodí vyřešil příčnou zdí s arkádou o třech obloucích. Vybudováním ohromné lodi o délce 50 m, šířce 23 m a výšce 34 m vznikl v celosvětovém měřítku jedinečný, dodnes nepřekonaný monument gotické architektury. Mistr Bofill se dokončení prací nedožil, poslední část byla dokončena až v 16. století mistrem José Ferrerem. Až v roce 1604 bylo zbořeno původní, do té doby dochované románské průčelí.

## Budova
Hlavní přístupové schodiště před katedrálou bylo zbudováno v roce 1607. Barokní fasáda pochází z roku 1730, zachováno bylo gotické sloupořadí svatého Michala na severní straně katedrály a sloupořadí Apoštolů, dokončené ve 14. století, na straně jižní.

### Průčelí katedrály
Stavba průčelí katedrály započala roku 1606, práce se ale zpožďovaly a do roku 1680 nepokračovaly vůbec; v následujících letech poté pak jen pomalu a s opětovnými přestávkami. Práce nebyly zcela dokončeny ještě ani v roce 1960; po následující dva roky místní sochaři Josep M. Bohigas, Antoni Casamor, Jaume Busquets a Domènec Fita pracovali na monumentálních sochách, jež byly instalovány do prázdných výklenků.
Průčelí je vybudováno ve stylu barokního klasicismu. Vstupní portál zdůrazňuje rozměrná sloupová přízední konstrukce s nikami, která je po způsobu oltáře rozdělena do tří etáží. Nad nejvyšší etáží na ni nasedá mohutné kruhové okno s trojúhelným frontonem, v němž je umístěna též kartuše s datací 1733. Pod korunní římsou je fasáda doplněna ještě arkádou, tvořenou sedmi segmentově ukončenými okny. Niky všech tří etáží fasády průčelí jsou osazeny sochami zhotovenými ve 20. století.

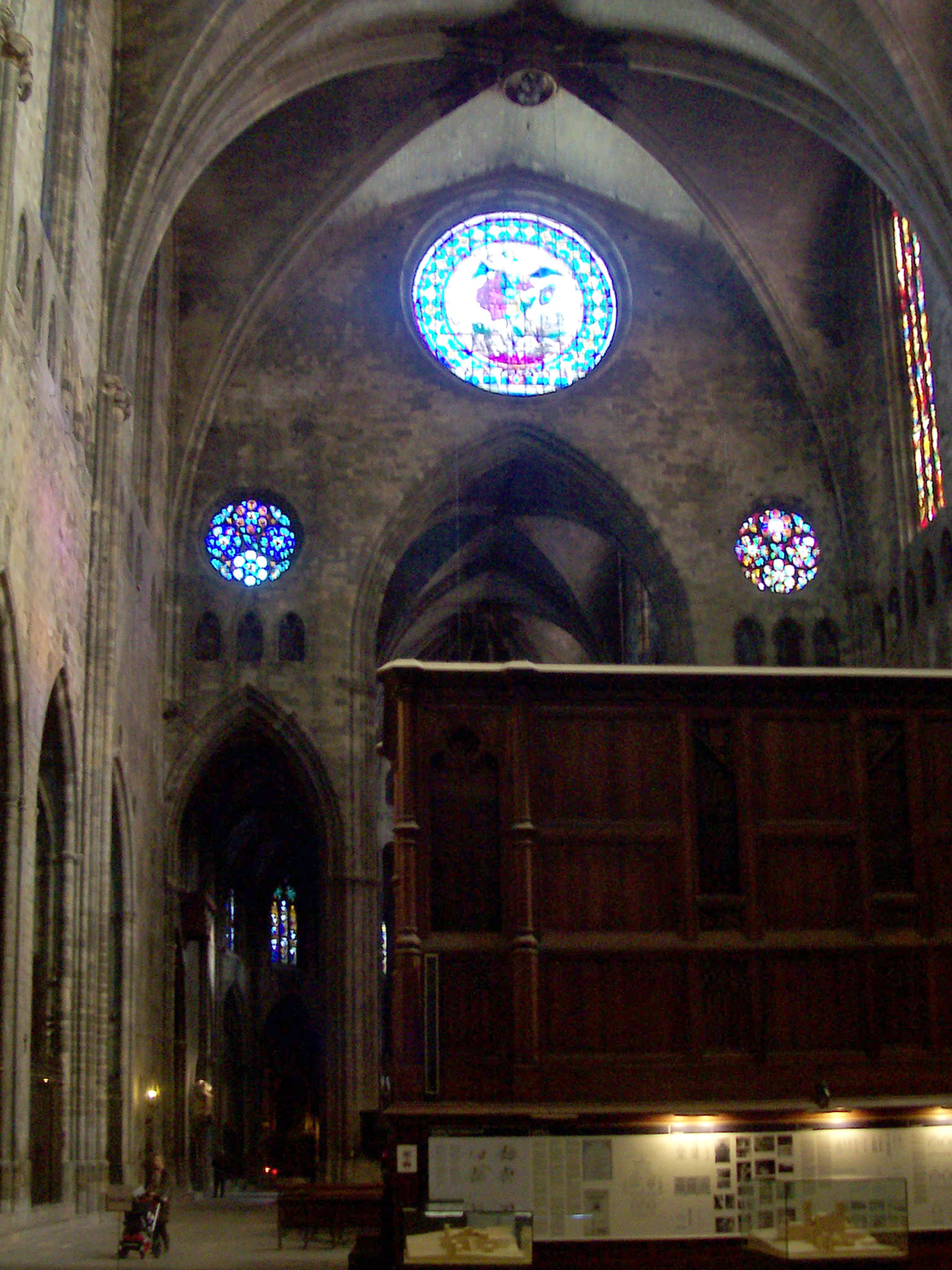
Interiér katedrály

### Interiér
Interiér je tvořen jedinou lodí s gotickou křížovou klenbou o čtyřech polích nesenou opěrnými pilíři, mezi nimiž jsou situovány postranní kaple. Ve východní části lodě (u presbytáře) prostor osvětlují velká lomená gotická okna s kružbami. Pod nimi probíhají okénka triforia, plynule navazujícího na triforium v presbytáři. Hlavní loď od závěru katedrály dělí příčná zeď prolomená arkádou o třech lomených obloucích. Větší střední oblouk ústí do presbytáře, nižší oblouky po stranách do chórového ochozu. Na nad oblouky je prolomena trojicí kruhových oken. Dvě menší okénka po stranách po způsobu rozety zdobí kružbový obrazec. Výrazně větší střední okno, které dosahuje až ke klenbě již kružbou opatřeno není, stejně jako při popisu průčelí zmíněné kruhové okno v protilehlé, západní stěně. Okna presbytáře s vitrajemi pocházejí ze 16. století.
Katedrála je vybavena jednoduchými lavicemi ze 16. století. Navzdory jejich kvalitní řezbářské výzdobě působí v prostoru monumentální katedrály poněkud skromně. Důležitou prací je biskupská stolice mistra Eloye. Zachovala se ještě také románská biskupská stolice vytesaná z jednoho kusu mramoru. Moderní varhany z roku 1943, umístěné nikoli na kruchtě, která v katedrále není vybudována, ale přímo na podlaze v prostoru lodi, nahradily nástroj ze 16. století postavený mistrem J. Bordonsem.

#### Presbytář
V presbytáři se nachází hlavní oltář. Pochází ze 14. století, je zdoben zlacením a smaltem a patří k cenným gotickým zlatnickým památkám. S pracemi na oltáři začal mistr Bartomeu v roce 1325, pak pokračoval Ramón Andreu z Gerony a dokončil je Pedro Bernés asi kolem roku 1358. Motivem výzdoby, která je tvořena jednotlivými reliéfy umístěnými v několika řadách nad sebou, je život Ježíše Krista. Rozměrnější střední reliéf zobrazuje Madonu s malým Ježíšem. Zlacený baldachýn nad oltářem je nesen čtyřmi sloupy a byl zhotoven mezi roky 1320 a 1326 pravděpodobně týmiž mistry jako ostatní výzdoba. Románská oltářní menza o šířce 2,5 m a hloubce 1 m je opracována z mramoru. Původní bohatá zlacená reliéfní výzdoba z alabastru vykládaná drahými kameny byla prodána v roce 1809 francouzským vojákům, aby bylo možné zaplatit daně, jež Francouzi sami vyhlásili.

#### Kaple
V kaplích přiléhajících k chórovému ochozu a k lodi je dochována řada především barokních, bohatě zdobených oltářů.

### Vitraje
Okna katedrály pocházejí zhruba ze tří období. Nejstarší vitraje se přisuzují Mistru presbytáře. Novější vitraje jsou přisuzované Guillemu de Letumgard a byly zhotoveny na začátku druhé poloviny 14. století. Nejvýznamnější z nich je Kalvárie situovaná v centru chórového ochozu a velká vitraj Antoni Thomase na jižní straně katedrály. Vznik ostatních vitrají spadá do pozdější doby. Z nich vynikají zejména vitraje z první třetiny 18. století, umístěné v obou rozměrných kruhových oknech, které jsou prací barcelonského mistra Francesca Saladrigy. Jsou považovány za jedny z nejlepších vitrají španělského baroka. Nejnovější vitraje pochází až ze začátku 20. století.
Kolem poloviny 18. století byla značná část vitrají poškozena, zvláště rozety, aniž by se přesně vědělo jak a proč k poškození došlo. Restaurátorské práce začaly téměř ihned, ještě před koncem století. Následkem nevhodné techniky použité při restaurátorských pracích však na opravených oknech po čase oproti původním originálům vybledly barvy. Na konci 20. století byl proveden výzkum a nové restaurátorské práce. Snaha zmenšit nepříznivý dojem z přítomnosti příliš světlých oken, kterými pronikalo více světla, a zlepšit ztracenou kresbu vitrají byla však úspěšná jen částečně, některé škody jsou nenapravitelné.

### Hrobky

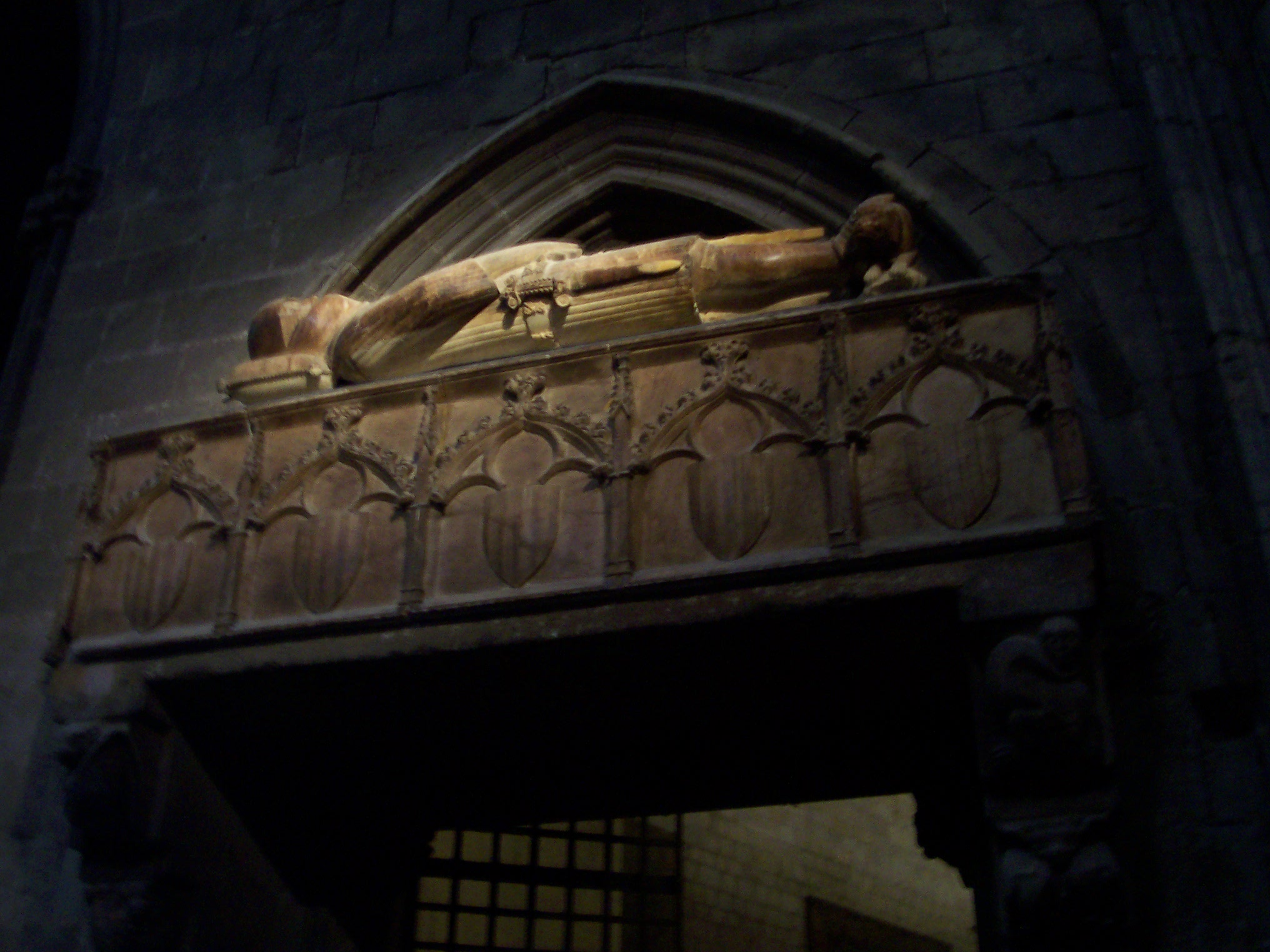
Hrobka Ramóna Berenguera II.

Katedrála v Gironě ukrývá jak v kostele, tak i v klášteře mnoho hrobů. Četné hrobky biskupů, příslušníků královských rodin, šlechticů, umělců, architektů a ostatních významných osob jsou cennými uměleckými pracemi. Jsou rozmístěny po celé katedrále. Mezi nimi vynikají zejména tyto hrobky:
- Biskup Bernardo de Pau, v kapli svatého Pavla; gotická práce z 15. století je považovaná za umělecky nejcennější hrobku v katedrále
- Biskup B. Vilamarí, v kapli Všech svatých
- Biskup Berenguer de Anglesola, blízko schodů presbytáře
- Ramón Berenguer II., hrabě z Barcelony, v chórovém ochozu, ve výšce nad dveřmi do sakristie. Naproti, umístěná též ve výšce, se nachází hrobka jeho manželky Mahaldy. Autorem obou prací ze 14. století je Guillermo Morell
- Guillermo de Villamar, architekt katedrály. Práce Jaime Faverána z roku 1322
- Arnaldo de Monredó, v základech katedrály
- Ramón Bofill, v kapli Naděje (capilla de la Esperanza) ve starém refektáři románského kláštera

V kaplích svatého Bernarda, svaté Marty, svatého Isidra, Naděje a svaté Eleny jsou umístěny různé hrobky z 13. až 16. století. Kromě ostatních sarkofágů je možno v podlaze ambitu kláštera vidět velké množství náhrobních desek s nápisy a příslušnými erby.

## Museum

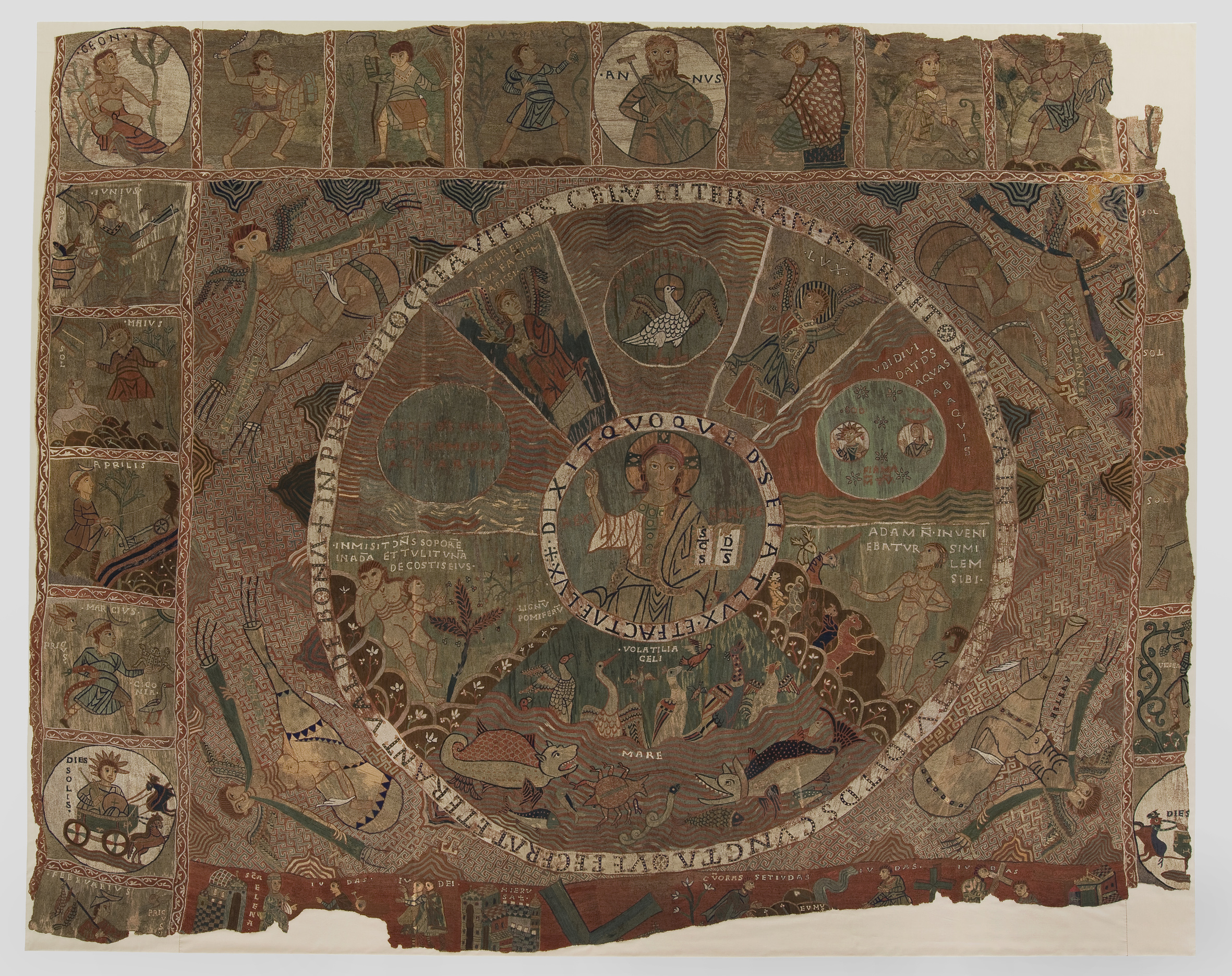
Gobelín Stvoření

V kapitulní síni a sakristii katedrály je muzeum, ve kterém jsou uloženy cenné umělecké předměty, mezi jinými především:
- Tapiserie Stvoření světa (Tapiz de la Creación), 11.-12. století, tematicky unikátní, jedna ze 2 nejstarších románských tapisérií;rozměrech 3,65 x 4,70 metrů
- arabská skříňka z 10. století, podle pověsti dárek Al Hakema II. Ixemovi II., tvůrci zlacené skříňky zdobené tepáním jsou Bery Tarif a Yutzin Bolza
- rukopis Beato de Girona, jeden ze tří rukopisů, jež se dochovaly z 10. století, je kopií textu Comentarios al Apocalipsis, jehož autorem je Beato de Liébana, dílo psané vizigótským písmem na pergamen je zdobené více než stovkou miniatur
- Kolekce Usatges de Catalunia z 12. století
- socha, na níž je zpodoben podle tradice Carlomagno, dnes se ale experti domnívají, že je to Pedro el Ceremonioso. Autorem sochy je Jaume Cascalls de Berga
- kříže, monstrance, relikviáře a další cenné zlatnické práce ze 13. až 15. století

## Ambit

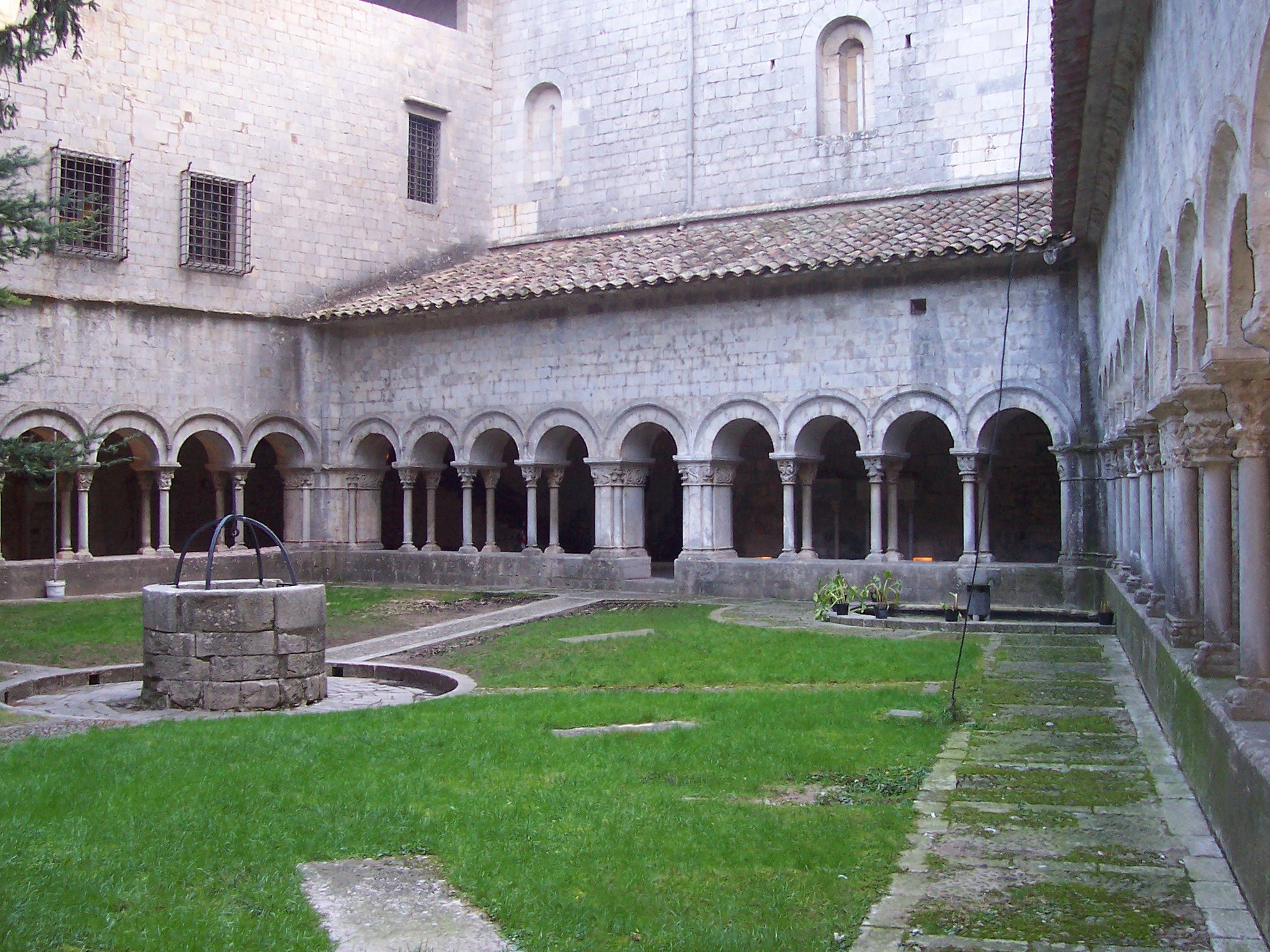
Ambit katedrály v Gironě

Románský ambit, jehož autorem je Arnau Cadell, pochází z 12. století. Ambit má lichoběžníkový půdorys ohraničený již dříve existujícími hradbami, zdí katedrály a budovami, jež se dochovaly z dřívějších dob. Arkády ambitu mají zdvojené sloupy s hlavicemi zdobenými rostlinnými a zoomorfními motivy. Kaple capilla de la Virgen del Bell Ull je prací mistra Bartomeu. Ambit katedrály v Gironě je považován ze jeden z umělecky nejcennějších v celém Katalánsku.

## Kuriozity

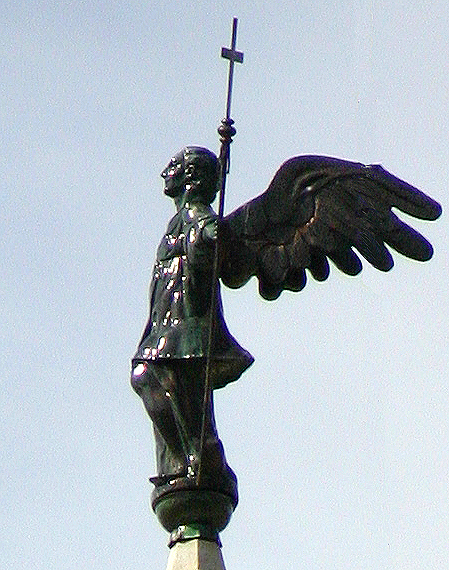
Anděl

### Anděl

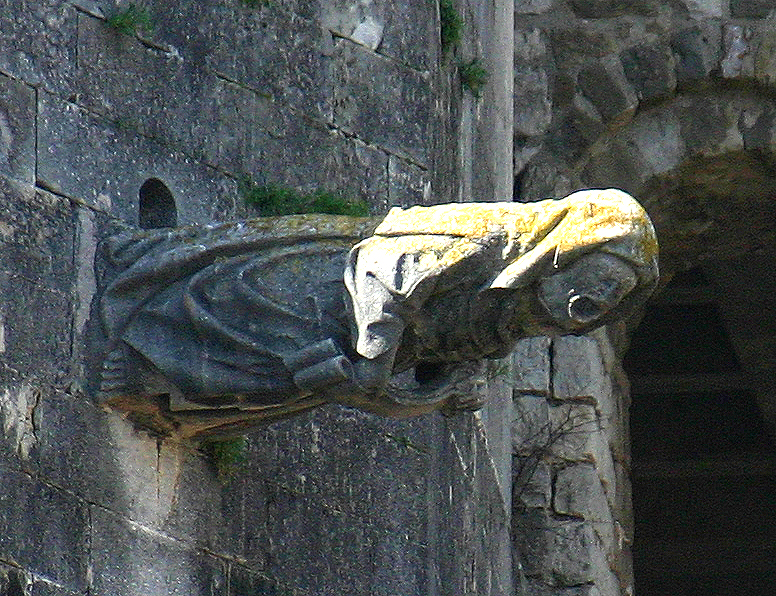
Čarodějnice

Na nejvyšším místě katedrály na špici věže je umístěna soška připomínající anděla. Původně měla soška jako zpodobení Víry oči zavázané šátkem. Po restaurátorských pracích byla zpět socha osazena bez šátku přes oči, protože socha byla známa jako anděl pro svá křídla a také proto, že šátek přes oči nebyl pro velkou vzdálenost ze země vidět.

### Zkamenělá čarodějnice
Tato socha vsazená do zdi poblíž Carlemanyho věže je jediným chrličem ve tvaru lidské postavy na katedrále. Podle legendy žila kdysi jedna žena, která se věnovala čarodějnictví. Aby ukázala svou nenávist k náboženství, měla ve zvyku házet kameny na budovu katedrály. Jednoho dne božím zásahem zkameněla a pak ji umístili na katedrálu, aby z jejích úst už nevycházely kletby a zlořečení, nýbrž jen čistá dešťová voda.